# Estación de Ronda del Tamarguillo
Ronda del Tamarguillo será una de las estaciones de la línea 4 del metro de Sevilla. Irá situada bajo la Ronda del Tamarguillo, una avenida creada aprovechando el antiguo cauce del arroyo Tamarguillo en fechas previas a la Exposición Universal de 1992.
El anteproyecto de la línea 4 presentado por la consejería de Obras Públicas y Transportes de la Junta de Andalucía el 7 de junio de 2010, reza que Ronda del Tamarguillo será una estación situada en la confluencia de dicha avenida con la avenida de La Paz, exponiendo el informe oficial que al tratarse de una zona con edificaciones aisladas y falto de carácter, la estación debe insertarse así en un entorno descontextualizado, para contribuir con su presencia y situación, a la construcción de dicho espacio urbano. 
Según el documento presentado por la Consejería de Obras Públicas, se accedería al vestíbulo a través de dos bocas de acceso que contarían con escaleras mecánicas y un ascensor. Los andenes de 66 metros de longitud se situarían a una cota de 14 metros bajo el nivel de calle, formando parte del grupo de 13 estaciones de la línea 4 construidas a una profundidad media-baja, al corresponderse su situación a un trazado de túnel realizado mediante muros pantalla. Como contrapunto a este grupo, existen otras seis estaciones que se construirían a una profundidad media-alta al tratarse de estaciones construidas en un túnel que habría sido realizado con tuneladora.

## Accesos
- Ascensor Av. Ronda del Tamarguillo, números pares (Esquina Av. de la Paz)
- Ronda del Tamarguillo Av. Ronda del Tamarguillo, números pares (Esquina Av. de la Paz)
- Ronda del Tamarguillo Av. Ronda del Tamarguillo, 27 (Esquina Av. de la Paz)
- Av. Ronda del Tamarguillo, números pares. (Esquina C/ Alhambra)

## Líneas y correspondencias
| << cabecera | < estación      | Línea | estación >    | cabecera >> |
| ----------- | --------------- | ----- | ------------- | ----------- |
| Circular    | Celestino Mutis |       | Ramón y Cajal | Circular    |

### Otras conexiones
- Paradas de autobuses urbanos.
- Aparcamiento para bicicletas y carril bici.